# Jodłownik (Petite-Pologne)
Pour les articles homonymes, voir Jodłownik.
Jodłownik est une localité polonaise, siège de la gmina de Jodłownik, située dans le powiat de Limanowa en voïvodie de Petite-Pologne.